# Дорогобуж
Дорогобу́ж — город в центральной России, административный центр Дорогобужского района Смоленской области. Население — 9086 чел. (2024).
Город расположен в 25 км от трассы Москва — Минск, на берегах реки Днепр, в 113 км от Смоленска.
В рамках организации местного самоуправления образует муниципальное образование Дорогобужское городское поселение как единственный населённый пункт в его составе.

## История
Дорогобуж — один из старейших городов России. По версии историков, город был заложен смоленским князем Ростиславом для обороны восточных рубежей Смоленского княжества после того, как в 1147 году князь Святослав Ольгович из чернигово-северских земель походом разграбил и опустошил восточные пределы княжества. Первое письменное упоминание города в епископской грамоте «О погородьи», которая относится к началу XIII века (по версии Алексеева Л. В., к 1211—1218 годам). Детинец возник на круглой возвышенности на южном берегу Днепра, известной как Вал.
Своё название город получил, вероятно, от Дорогобужа, располагавшегося в Волынской земле. Перенос названий южнорусских городов на вновь закладываемые города северо-восточной Руси был довольно распространённым явлением того времени. Топоним представляет собой притяжательное прилагательное от личного имени Дорогобуд. Имя состоит из основы слова дорогой «дорогой» (праслав. *dorgъ) и бужь (праслав. *bǫdǫ «становлюсь, буду», то есть «буду, будь»). Аналогичные топонимы есть в сербохорватском и чешском языках: Dragobužde, Drahobuz.
Дорогобуж, расположенный в верховьях Днепра и вблизи дороги из Смоленска в Москву, имел важное стратегическое и военное значение. С середины XIII века, возможно, входил в состав Вяземского удела Смоленского княжества; упомянут в летописи под 1300 годом, когда смоленский князь Александр Глебович осаждал Дорогобуж и на помощь «Дорогобужанам» пришёл вяземский князь Андрей Михайлович.

### XIV—XV века
Около 1345 года вяземский и дорогобужский князь Фёдор Святославич выдал дочь за московского правителя Симеона Гордого, оставил свои владения и получил вотчину в Волоке Ламском. Вместе со Смоленском и Вязьмой Дорогобуж был присоединен в 1403—1404 годах к Великому княжеству Литовскому (ВКЛ), в составе которого статус Дорогобужа постепенно менялся.
Некоторое время в нём оставался собственный князь (Андрей Дмитриевич). С 1440-х годов город являлся вотчиной трокского воеводы Яна Гаштольда, а затем его сына Мартина. С конца 1480-х годов известен в качестве наместничества (наместники: в 1489 году — князь Тимофей Владимирович Мосальский, с 1499 года — Сенько Плешкин). Создание ряда наместничеств на восточной границе ВКЛ (Демена, Лучин-городок и др.) было, очевидно, продиктовано стремлением сформировать линию обороны против Великого княжества Московского. Уже в 1492 году по пути в Москву князь Семён Фёдорович Воротынский на короткое время захватил дорогобужскую волость Великое поле. Наместником или владельцем Дорогобужа с марта 1494 года являлся князь Фёдор Иванович Одоевский. Однако вскоре он перешёл на службу к московскому великому князю, а Дорогобуж с мая 1494 года снова стал вотчинным владением Гаштольдов (передан Анне — вдове Мартина Гаштольда).

### XVI век

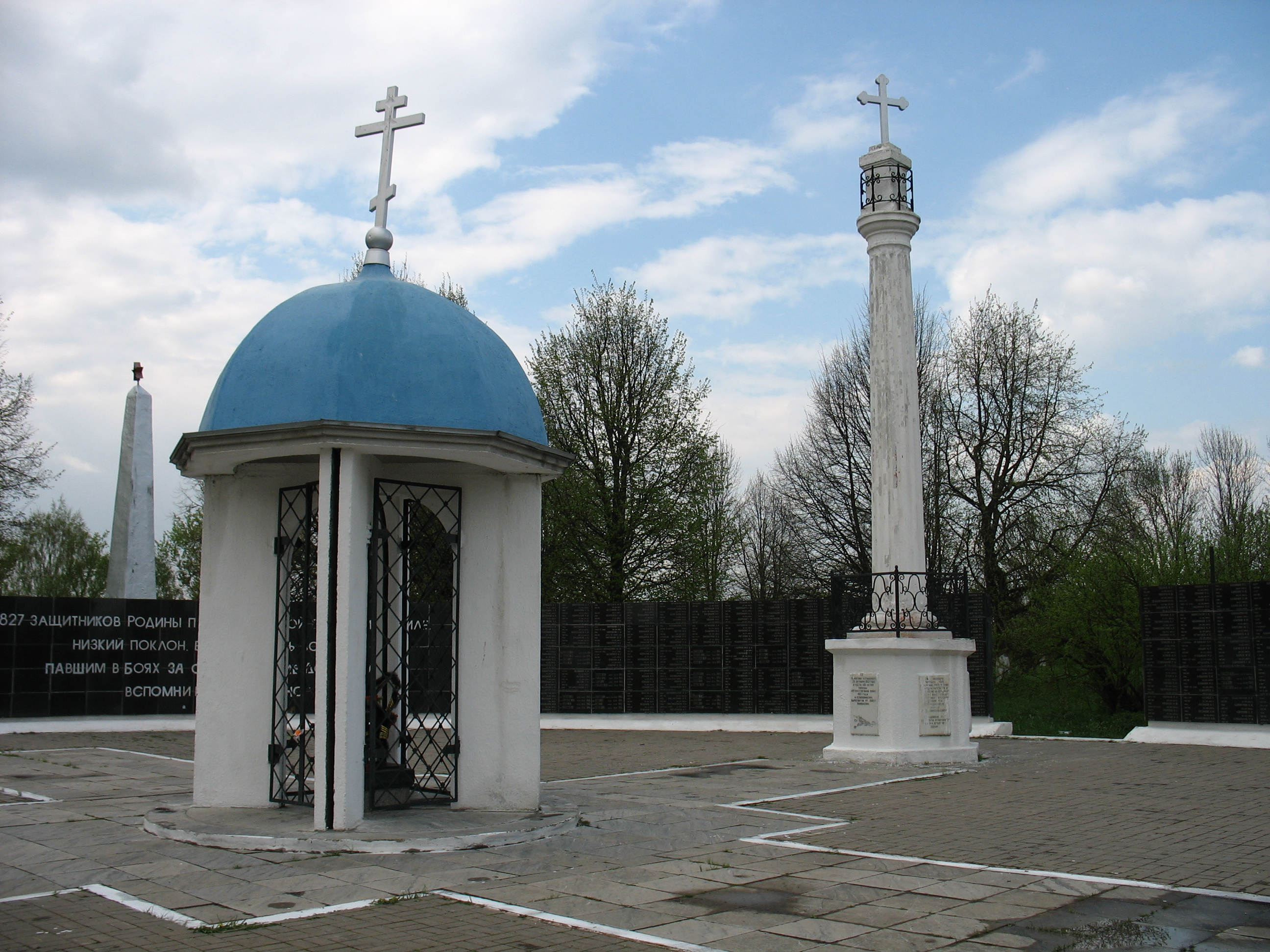
Памятники истории на земляном валу в Дорогобуже

В мае-июне 1500 г. город был взят русским войском во главе с воеводой Юрием Захарьичем Кошкиным. Под Дорогобужем в 1500 г. состоялась Ведрошская битва между литовской и московской ратями, представляющая собою важный этап в складывании централизованного Российского государства.
По перемирию 1503 г. он вошёл в состав Русского государства и стал центром уезда, объединившего первоначально 28 волостей, отнятых в основном у Смоленска. Тогда же великий князь Василий III велел строить деревянную крепость в Дорогобуже и прислал для этого из Москвы итальянских мастеров. «Расписной список Дорогобужа», датированный 1694 годом, дает представление о Дорогобужской крепости того времени. Длина крепостной стены составляла 180 саженей (более 380 метров). Крепость имела 14 башен, одна из них (южная) называлась Спасской. В крепости было 43 медных и железных пищали, в распоряжении тогдашних артиллеристов имелось 2683 ядра.
Однако попытка укрепить город и сохранить его оказалась безуспешной. В ходе войны 1507—1508 гг. во время нападения литвинов город был сожжен и занят гетманом ВКЛ Станиславом Кишкой. По вечному миру 1508 г. и перемириям 1522, 1527, 1537, 1542, 1549, 1553 и 1556 гг. Дорогобуж оставался за Москвой. В ходе Ливонской войны в 1580 г. от Дорогобужа был отбит отряд оршанского старосты Филона Кмиты-Чернобыльского.
Культурному, духовному и хозяйственному развитию Дорогобужской земли в XVI веке в значительной степени содействовало основание в 1530 г. недалеко от Дорогобужа преподобным Герасимом Болдинского монастыря. Предположительно, строительством монастырских укреплений руководил выдающийся зодчий Федор Савельевич Конь, построивший впоследствии Смоленскую крепостную стену. Воздвигнутые в Болдине собор, колокольня и трапезная палата входили в число лучших архитектурных сооружений Московского государства. Все эти здания окружала крепостная стена длиной около километра с угловыми башнями и дозорными вышками. Этот монастырь в конце XVI века владел около 100 сел и деревень и был крупнейшим вотчинником во всей Смоленской земле.
Постепенно Дорогобуж оправился от былого разорения. Он славился торговлей пенькой, льном, медом, салом, мясом, кожей. В городе было основано три монастыря. Здесь находилась таможня, и издавна брались пошлины с проезжающих купцов. В Дорогобуже царские посланники встречали иностранных послов, едущих в Москву.

### XVII век

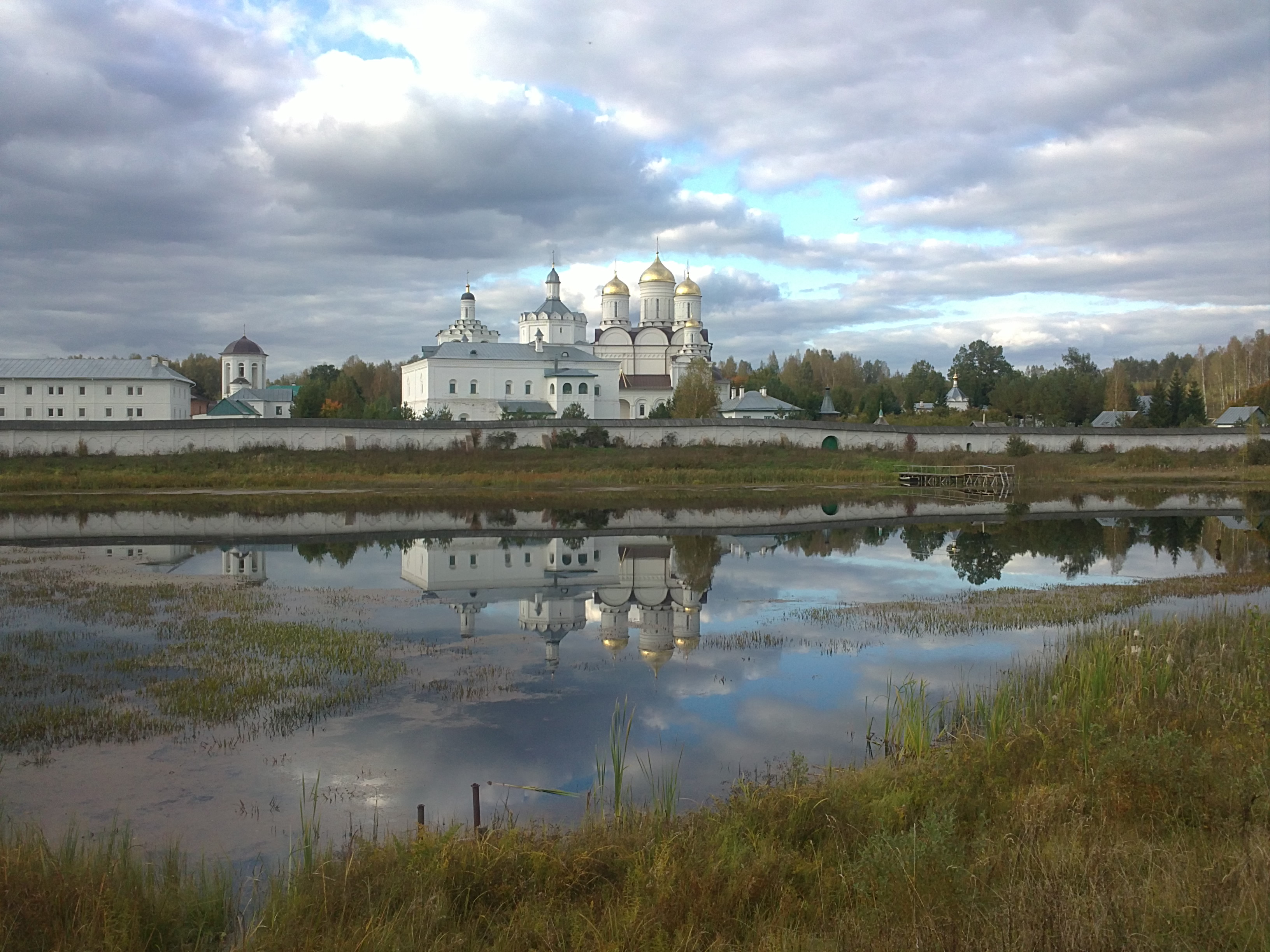
Болдинский мужской монастырь

В начале XVII века Россию потрясла смута и Дорогобужский край оказался в эпицентре событий. В 1608—1609 гг. воеводой Дорогобужа был Семён Ададуров. Во время интервенции в Россию Речи Посполитой зимой 1609—1610 гг. Дорогобуж был занят отрядом ротмистра Нелюбовича, посланным королём Сигизмундом III из-под осаждаемого Смоленска. В годы польской оккупации Дорогобуж с уездом именовался Дорогобущызной, уездом, или трактом, или староством, входил в состав Смоленского воеводства.
В 1613 г. Дорогобуж был отвоёван. В 1614 году, Дорогобужский воевода писал в Москву, что в городе «после польского разорения осталось только 10 человек, а уездом владеют казаки». В 1617 г. к городу подошёл королевич Владислав и дорогобужский воевода Иван Ададуров сдал город и принял присягу на имя короля вместе с жителями. В 1618 г. по условиям Деулинского перемирия Дорогобуж остался в составе Речи Посполитой, получил статус поветового центра Смоленского воеводства (было заимствовано российское административное деление с сохранением состава и границ Дорогобужского уезда). 28 мая 1625 году Дорогобуж получил привилей на магдебургское право, был пожалован гербом (символ св. Марии), нашедшем отражение на городской печати. Город неоднократно переходил из рук в руки противоборствующих сторон. Сражения, военные походы, бегство населения полностью разорили Дорогобужскую землю.
В 1632 году в ходе начавшейся Смоленской войны Дорогобуж был взят войсками воеводы М. Б. Шеина и стал основным опорным пунктом дальнейшего наступления на Смоленск. В октябре 1633 году выдержал осаду польско-литовских войск, но по Поляновскому миру 1634 г. был оставлен за Речью Посполитой. В ходе войны была утрачена грамота Сигизмунда III на магдебургское право, а на просьбу дорогобужан подтвердить привилей (1635 г.) король Владислав IV ответил отказом, объяснив это тем, что город почти не оказал сопротивления московским войскам. За Дорогобужем была сохранена должность войта, пожалованные земли, но он лишился права на самоуправление.
В июне 1654 году. Дорогобуж был взят московскими войсками и в 1667 году по Андрусовскому перемирию окончательно отошёл к России.

### XVIII век
Город становится административным центром Дорогобужского уезда. В 1763 г. Дорогобуж пережил сильный пожар, в результате которого выгорела вся центральная часть города. Восстановление продолжалось вплоть до начала XIX века. За это время в городе были построены ряд каменных церквей, торговых и административных зданий.
Гордостью дорогобужан является архитектурный комплекс села Алексино, принадлежащего с 1774 г. Барышниковым. Здесь в конце XVIII — начале XIX века были возведены замечательные сооружения: дом-дворец, постройки конного двора, кремль с башенками и др. Лепные украшения, роспись стен и потолков, мебель — все это было создано алексинскими крестьянами. Ими посажен парк, выкопано подковообразное озеро в центре усадьбы, построены ажурные мостики и беседки. Строительство в Алексино велось крепостными архитекторами Яковом Ждановым и Дмитрием Поляковым под руководством знаменитого зодчего Доменико Жилярди. В 1773 г. в парке по проекту Матвея Федоровича Казакова была сооружена Михаило-Архангельская церковь, украшенная классическими портиками с колоннадой.

### XIX век

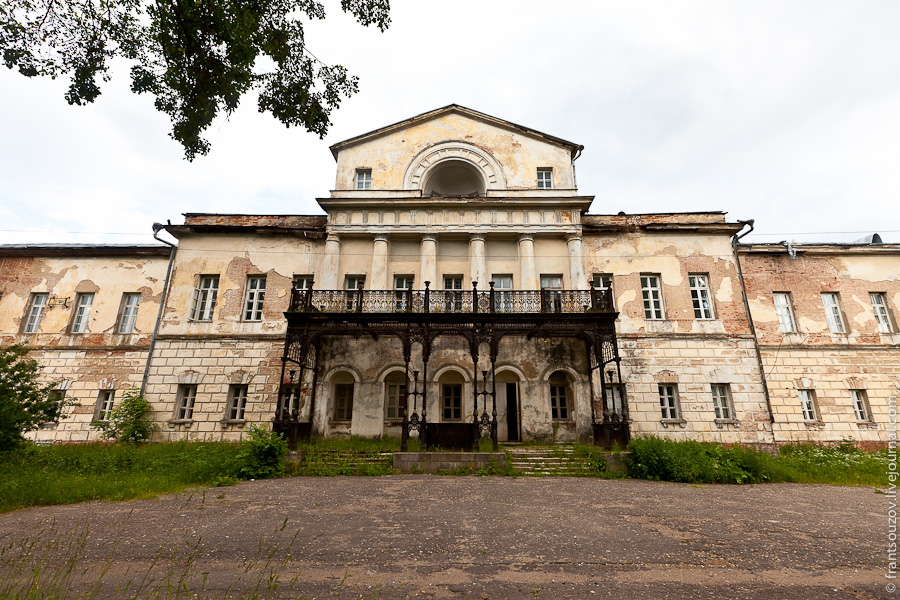
Усадебный дом Барышниковых в селе Алексино

Во время Отечественной войны 1812 г. Дорогобужская земля вновь оказалась на пути неприятеля. Перед Дорогобужем командующие русскими армиями М. Б. Барклай де Толли и П. И. Багратион планировали дать французам генеральное сражение, но выбранная штабными офицерами позиция была признана неудовлетворительной, и русские войска оставили город. Ущерб от войны был огромен, две трети города выгорело. В октябре 1812 года, в ходе Отечественной войны 1812 года, здесь произошёл бой между отступавшими войсками Наполеона и преследовавшими их передовыми частями русской императорской армии .
В середине XIX века Дорогобуж остается купеческим городом, торгующим традиционными товарами — пенькой, салом, кожей. В городе ежегодно проходило до 4 ярмарок. Центр города застраивается каменными купеческими домами. Вместе с тем город остался в стороне от построенной железной дороги из Москвы до Смоленска, что не способствовало индустриальному развитию города. Здесь находились в основном небольшие перерабатывающие предприятия.
Хозяйственному и культурному развитию Дорогобужского края немало содействовало земство. Видными уездными и губернскими земскими деятелями были князь В. М. Урусов и А. М. Тухачевский. Большой вклад в развитие города внес бессменный городской голова Д. И. Свешников.

### XX век
Годы Великой Отечественной войны
Город был оккупирован немцами 5 октября 1941 года. Освобождением города занимались партизанские отряды «Ураган», «Дед» и «Дедушка» в ходе Ржевско-Вяземской операции 1942 года. В период с 15 февраля по 7 июня 1942 года город был под контролем советских войск.
Окончательно город освобождён 1 сентября 1943 года войсками Западного фронта в ходе Ельнинско-Дорогобужской операции силами 5-й армии. Однако к моменту освобождения Дорогобужа советскими войсками в нём осталось всего 64 здания, которые могли быть восстановлены, остальные представляли собой груду развалин и пепелища. Отступающие немецкие части взорвали и все основные сооружения Болдинского монастыря. Исторический облик города почти исчез.
С декабря 1943 г. по июль 1944 г. в городе размещалось управление (штаб) и подразделения 1-й отдельной женской добровольной стрелковой бригады войск НКВД.
Дорогобуж отмечает День города в последнюю субботу августа, накануне Дня освобождения города (1 сентября 1943).
Послевоенный период
В конце 1950-х годов началось второе рождение древнего края. После строительства Дорогобужской ГРЭС возникает Дорогобужский промышленный узел. Строятся завод азотных удобрений, котельный, картонно-рубероидный заводы. В 1956 г. был основан и стал быстро развиваться поселок городского типа Верхнеднепровский. Таким образом, Дорогобужский район из аграрного превратился в индустриальный.
В 1997 г. был построен второй мост через Днепр.

### XXI век
Распоряжением Правительства РФ от 29 июля 2014 года № 1398-р «Об утверждении перечня моногородов» город включён в категорию «Монопрофильные муниципальные образования Российской Федерации (моногорода) с наиболее сложным социально-экономическим положением».
6 марта 2017 года премьер-министр РФ Дмитрий Медведев подписал постановление о создании единственной в ЦФО территории опережающего социально-экономического развития — «Дорогобуж».

## Достопримечательности

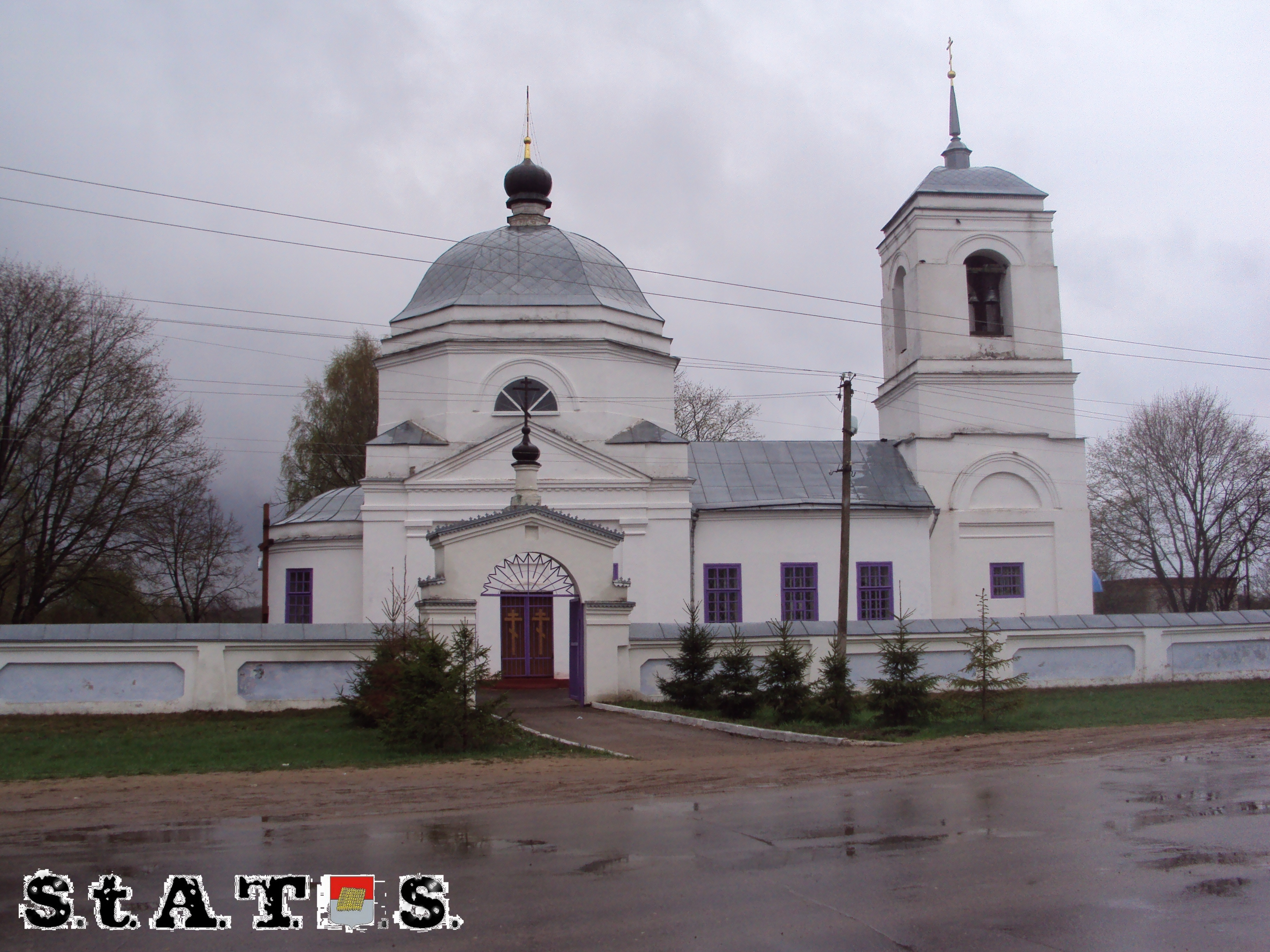
Церковь Петра и Павла в Дорогобуже

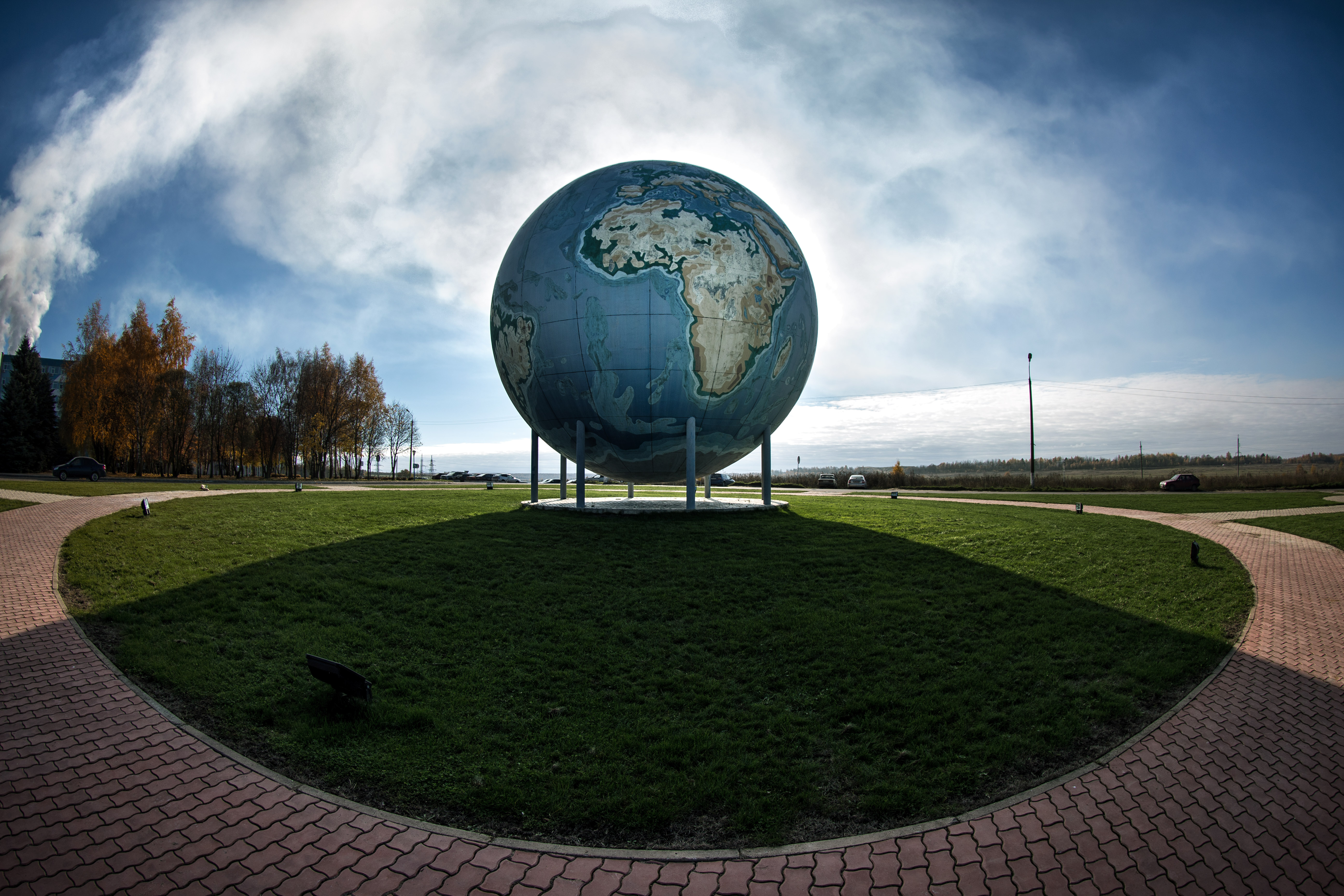
Дорогобужский глобус

Дорогобуж красив своим «Валом» (старинным детинцем), храмами: церковь Петра и Павла (1835), монастырь Дмитрия Солунского и т. д., старинными домами, видами на Днепр. В городе расположен Свято-Дмитриевский женский монастырь, ансамбль земской больницы.
В городе работает Дорогобужский историко-краеведческий музей, в собрании которого до 2500 предметов основного фонда, из них две трети экспонируется постоянно. Экспозиция музея включает 3 зала: «История края с древнейших времен до начала XX века», «Великой Отечественной войны», «Наши земляки, культура и послевоенная история края».
В 15 км к востоку от Дорогобужа, в деревне Болдино, расположен Герасимо-Болдинский мужской монастырь. В 19 км от Дорогобужа, в селе Алексино — усадьба Барышниковых.
Недалеко от Дорогобужа построен современный автодром — трасса для автомобильных кольцевых гонок «Смоленское кольцо».
В Дорогобуже в 2007 году сооружён необычный арт-объект — самый большой в Европе глобус. Глобус имеет высоту 12 метров, диаметр — 10,5 метра и вес 46 тонн. Конструкция глобуса — металлический шаровой резервуар, — бывший газгольдер, использовавшийся для накопления азота. Срок годности устройства закончился и руководство компании вместо того, чтобы сдать его на металлолом, решило сделать из него глобус. Шар расписывали профессиональные смоленские художники, прошедшие специальную подготовку для работы на высоте, под началом руководителя проекта — дизайнера Михаила Шведова, который и задумал сделать его географической картой мира как своеобразный символ охраны Земли. Сам глобус находится около завода ПАО «Дорогобуж». Завод обозначен на поверхности глобуса маленькой подсвечивающейся точкой.

## Дорогобуж на открытках начала XX века

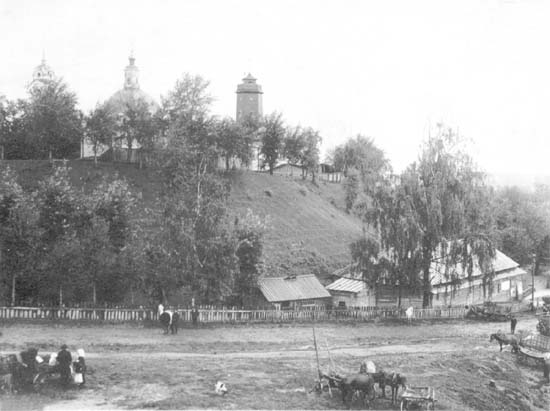
Московская улица
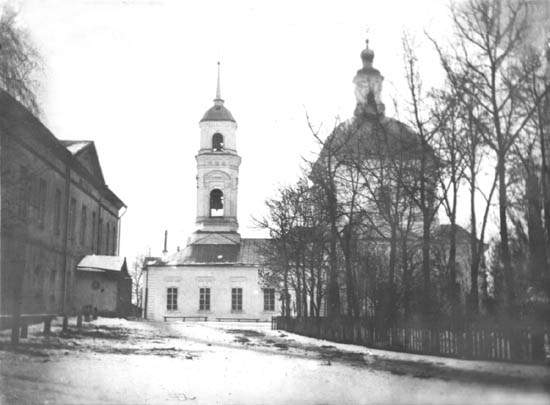
Соборный вал
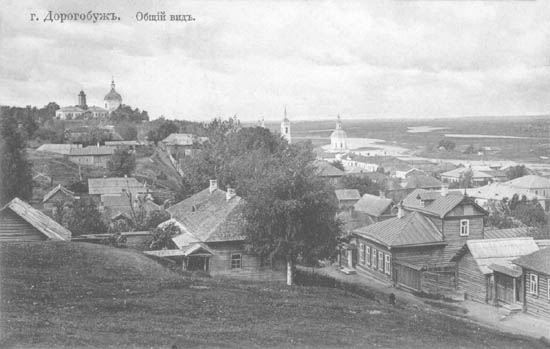
Общий вид
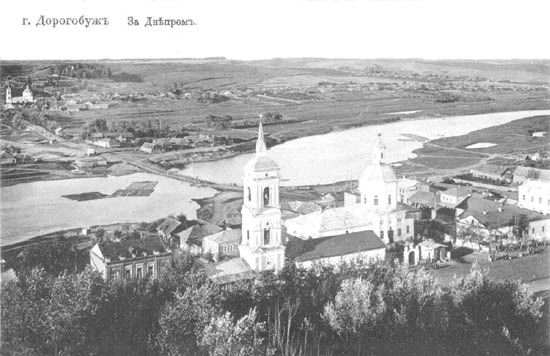
За Днепром
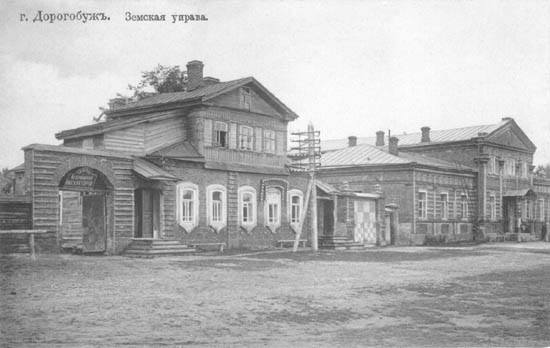
Земская управа
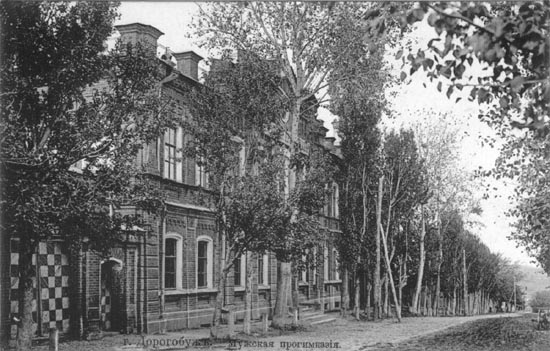
Мужская гимназия
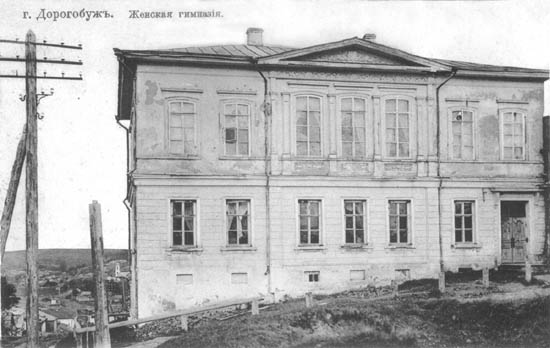
Женская гимназия
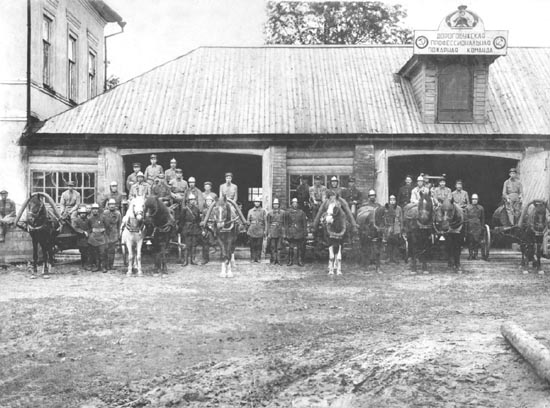
Пожарная команда

## Здравоохранение
В Дорогобуже находится городская поликлиника. В поселке Верхнеднепровский находится Дорогобужская центральная районная больница (ЦРБ)

## Транспорт
Город связан ежедневным автобусным сообщением со Смоленском по трассе М1 и Старой смоленской дороге.
Ежедневное автобусное сообщение с Москвой.

## Торговля

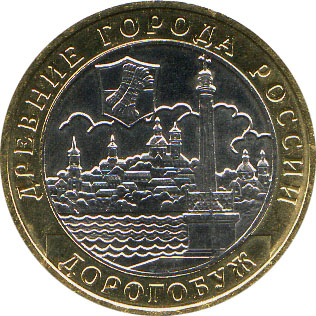
10 руб (2003) — памятная монета из серии «Древние города России»

Супермаркеты:
1. «Магнит»
2. «Пятёрочка»10 руб (2003) — памятная монета из серии «Древние города России»

Супермаркет косметики:
1. «Магнит Косметик»

Электроника:
1. Мегафон
2. МТС
3. Билайн
4. Yota

Строительные материалы
1. Омега
2. СтройДом
3. Галактика
4. Бережок

## Население
| 1856    | 1897    | 1913    | 1926    | 1931    | 1939    | 1959    | 1970    | 1979    | 1989    | 1992    |
| ------- | ------- | ------- | ------- | ------- | ------- | ------- | ------- | ------- | ------- | ------- |
| 6100    | ↗6500   | ↗13 000 | ↘6600   | ↗7600   | ↗8522   | ↘5823   | ↗6663   | ↗7488   | ↗12 254 | ↗13 500 |
| 1996    | 1998    | 2000    | 2001    | 2002    | 2003    | 2005    | 2006    | 2007    | 2008    | 2009    |
| ↗13 600 | ↘13 300 | ↘13 000 | ↘12 800 | ↘12 250 | ↗12 300 | ↘11 900 | ↘11 700 | ↘11 500 | ↘11 300 | ↘11 160 |
| 2010    | 2011    | 2012    | 2013    | 2014    | 2015    | 2016    | 2017    | 2018    | 2019    | 2020    |
| ↘11 100 | ↘10 700 | ↘10 527 | ↘10 393 | ↘10 242 | ↘10 168 | ↘10 135 | ↘9966   | ↘9793   | ↘9538   | ↘9357   |
| 2021    | 2024    |         |         |         |         |         |         |         |         |         |
| ↗9528   | ↘9086   |         |         |         |         |         |         |         |         |         |

На 1 января 2025 года по численности населения город находился на 946-м месте из 1124 городов Российской Федерации.

## Экономика
Завод по производству аммиака, азотной кислоты, аммиачной селитры, сложных минеральных удобрений — NPK и сухих смешанных удобрений, продукции неорганической химии ПАО «Дорогобуж» компании «Акрон».
Связь
В городе работают следующие операторы мобильной связи:
- МТС,
- Билайн,
- Мегафон,
- Tele2.

Интернет-провайдеры:
- Интернет67.
- Домашний Интернет от Ростелеком
- Дорнет

## Люди, связанные с городом
- Преподобный Герасим, Болдинский чудотворец (1489—1554), святой Смоленской земли, основатель ряда монастырей.
- Пётр Дмитриевич Барановский (1892—1984), выдающийся архитектор-реставратор памятников архитектуры, в том числе Свято-Троицкого Болдинского монастыря. Детство и юность прошли под Дорогобужем, на хуторе Шагирка.
- Иван Сергеевич Соколов-Микитов (1892—1975), известный писатель, певец природы, чье детство и творчество связано с Дорогобужским уездом.
- Гришин Сергей Владимирович (1917—1994), Герой Советского Союза, командир рейдирующего партизанского соединения «Тринадцать» в Великую Отечественную войну 1941—1945 гг.
- В 1886 году здесь родился театральный режиссёр В. Г. Сахновский.
- В 1902 году здесь родился советский военачальник, полковник В. И. Гнедин.
- В 1919 году здесь родился первый советский рекордсмен мира по спортивной ходьбе И. И. Шкодин.

Герои Советского Союза
- Докучаев, Михаил Павлович
- Симоненков, Николай Николаевич